# Esqui aquático nos Jogos Pan-Americanos de 2007
O esqui aquático nos Jogos Pan-Americanos de 2007 foi realizada no Clube dos Caiçaras entre 21 e 24 de julho. Foram disputadas sete provas, quatro para homens e três para mulheres.

## Países participantes
9 delegações apresentaram atletas participantes nas competições de esqui aquático, totalizando 26 homens e 10 mulheres:
| - ARG Argentina (5) - BRA Brasil (5) - CAN Canadá (5) - CHI Chile (4) - COL Colômbia (4) | - USA Estados Unidos (5) - ECU Equador (1) - MEX México (5) - PER Peru (2) |

## Medalhistas
Masculino
| Evento             | Ouro                       | Prata                          | Bronze                       |
| ------------------ | -------------------------- | ------------------------------ | ---------------------------- |
| Slalom detalhes    | Drew Ross CAN Canadá       | José Mesa COL Colômbia         | Felipe Miranda CHI Chile     |
| Truques detalhes   | Jaret Llewellyn CAN Canadá | Cory Pickos USA Estados Unidos | Ryan Dodd CAN Canadá         |
| Rampa detalhes     | Jaret Llewellyn CAN Canadá | Ryan Dodd CAN Canadá           | Rodrigo Miranda CHI Chile    |
| Wakeboard detalhes | Marcelo Giardi BRA Brasil  | Brad Buskas CAN Canadá         | Edgardo Martin ARG Argentina |

Feminino
| Evento           | Ouro                              | Prata                                | Bronze                               |
| ---------------- | --------------------------------- | ------------------------------------ | ------------------------------------ |
| Slalom detalhes  | Whitney McClintock CAN Canadá     | Regina Jaquess USA Estados Unidos    | Mandy Nightingale USA Estados Unidos |
| Truques detalhes | Whitney McClintock CAN Canadá     | Mandy Nightingale USA Estados Unidos | Regina Jaquess USA Estados Unidos    |
| Rampa detalhes   | Regina Jaquess USA Estados Unidos | Whitney McClintock CAN Canadá        | Mandy Nightingale USA Estados Unidos |

## Quadro de medalhas
| Ordem | País               | Medalha de ouro | Medalha de prata | Medalha de bronze |    |
| ----- | ------------------ | --------------- | ---------------- | ----------------- | -- |
| 1     | CAN Canadá         | 5               | 3                | 1                 | 9  |
| 2     | USA Estados Unidos | 1               | 3                | 3                 | 7  |
| 3     | BRA Brasil         | 1               |                  |                   | 1  |
| 4     | COL Colômbia       |                 | 1                |                   | 1  |
| 5     | CHI Chile          |                 |                  | 2                 | 2  |
| 6     | ARG Argentina      |                 |                  | 1                 | 1  |
| TOTAL | TOTAL              | 7               | 7                | 7                 | 21 |